# Ophion skorikovi
Ophion skorikovi är en stekelart som beskrevs av Meyer 1935. Ophion skorikovi ingår i släktet Ophion och familjen brokparasitsteklar. Inga underarter finns listade i Catalogue of Life.